# Parthenos pardalis
Parthenos pardalis är en fjärilsart som beskrevs av Hans Fruhstorfer 1904. Parthenos pardalis ingår i släktet Parthenos och familjen praktfjärilar. Inga underarter finns listade i Catalogue of Life.